# Albert R. Piato
Albert R. Piato (Rochester, 7 februari 1923 – 28 augustus 2010) was een Amerikaans componist, muziekpedagoog en dirigent.

## Levensloop
Piato studeerde aan de Columbia-universiteit te New York en aan de Eastman School of Music in Rochester (New York). Hij was docent en dirigent aan verschillende scholen in het district West Irondequoit Central School district in New York. In juli 1984 ging hij met pensioen. Als componist schreef hij werken voor schoolharmonieorkesten, die zowel binnen als buiten de Verenigde Staten tot uitvoering kwamen.
Albert R. Piato overleed in 2010 op 87-jarige leeftijd.

## Composities

### Werken voor harmonieorkest
- 1956 Yankee Doodle Overture
- 1957 America the beautiful
- 1958 Clarinade, voor klarinet sectie solo en harmonieorkest
- 1960 Country Squire
- 1960 Holiday in France
- 1961 Mr. Trombone, voor trombone solo en harmonieorkest
- 1967 Little Czech Suite
- 1970 Blue Sombrero
- 1971 Russian Folk Rhapsody
- 76 degrees and sunny
- "Country livin'"
- Frog hollow country
- Holiday in Greece
- Holiday in London
- Holiday in Rome
- Holiday in Spain
- Pop goes the weasel, voor harmonieorkest
- The Oompah group
- Three Divertimenti